# AsiaSat 5
AsiaSat 5 ist ein Kommunikationssatellit der Asia Satellite Telecommunications Company Limited mit Sitz in Hongkong.
Er wurde von der Firma Space Systems/Loral auf Basis des SS/L-1300LL-Satellitenbus gebaut und am 11. August 2009 um 19:47 (UTC) durch International Launch Services (ILS) mit der russischen Trägerrakete Proton-M/Bris-M vom Raketenstartplatz Baikonur ins All befördert. Der Satellit wurde nach neun Stunden und fünfzehn Minuten Flugdauer um 5:02 Uhr UTC in einem Geotransferorbit mit einem Perigäum von rund 17.949 Kilometern, einem Apogäum von rund 35.786 Kilometern über der Erde und einer Inklination von etwas über sechs Grad ausgesetzt. Den Übergang zum geostationären Orbit erreichte der Satellit durch eigene Triebwerke. Seine Lebensdauer beträgt voraussichtlich 15 Jahre.
AsiaSat 5 ersetzt den zuvor ebenfalls auf 100,5° Ost positionierten AsiaSat 2. Er trägt 26 C-Band-Transponder und eine 3,5 × 2,4 m große Antenne, die ganz Asien abdecken, und 14 Ku-Band-Transpondern, die mit einer 3,5 × 2,4 m großen Empfangsantenne, einer 1,5 m und einer steuerbaren 1,2 m großen Sende-/Empfangsantenne, die den Süden und Osten Asiens versorgen sollen.

## Empfang
Der Satellit kann in Asien sowie Teilen des pazifischen Raums empfangen werden.